# Šok
Šok je stanje organizma, kjer krvni obtok ne zadošča več potrebam po kisiku (in drugih snoveh). Vzroki za šok so lahko zelo različni, vsem pa je skupen premajhen pretok krvi skozi tkiva. 

## Vrste šoka
Po mehanizmu nastanka ločimo 4 osnovne vrste šoka.

### Hipovolemični šok
Pretok krvi je zmanjšan zaradi zmanjšanega volumna krvi v telesu. Vzrok je lahko izguba krvi zaradi krvavitve (iz telesa ali v notranjosti telesa) - t. i. hemoragični šok. Vzrok je lahko tudi zmanjšanje volumna krvi zaradi velike izgube vode iz telesa - dehidracija, do česar lahko pride ob hudi driski ali bruhanju, bolezensko čezmernem izločanju urina, obilnem potenju, izgubi tekočine skozi opečeno kožo ali zaradi hitrega nastanka obsežnih oteklin.

### Kardiogeni šok
Pretok krvi je zmanjšan zaradi odpovedovanja črpalne zmožnosti srca. Vzrok je lahko novonastala motnja v delovanju srca, kot so nekatere motnje srčnega ritma (aritmije) in srčni infarkt, ali pa gre za hudo poslabšanje kronične srčne bolezni.

### Obstrukcijski šok
Pretok krvi je zmanjšan zaradi mehanične ovire. Vzrok je lahko zamašitev velikih žil, ki vodijo od srca (arterij), npr. s krvnim strdkom (pljučna embolija). Nastane lahko tudi zaradi izliva krvi v osrčnik, kar utesnjuje srce in mu preprečuje, da bi se napolnilo s krvjo in jo črpalo naprej (tamponada). Kopičenje zraka v prsnem košu izven pljuč (tenzijski pnevmotoraks), ki je lahko posledica poškodbe ali zaplet pljučne bolezni, lahko pritiska na velike žile in moti pretok krvi.

### Distribucijski šok
Je posledica nenormalno razširjenih žil. To povzroči prerazporeditev (distribucijo) krvi v področja, kjer ni nujno potrebna, in  padec krvnega tlaka. Vzrok so lahko poškodbe hrbtenjače (nevrogeni šok), huda alergijska reakcija (anafilaktični šok), huda sepsa (septični šok) in nekatere zastrupitve.

## Simptomi in znaki šoka
Bolnikova koža je bleda, hladna in potna. Izjema je koža pri distribucijskem šoku, kjer je koža zaradi razširjenih žil topla in ni bleda. Pulz je pogosto šibek in hitrejši kot običajno (po navadi preko 100 utripov na minuto), včasih ga na zapestju sploh ne moremo tipati. Srčni utrip je upočasnjen pri nevrogenem šoku. Nižji (kot običajno) je tudi bolnikov krvni tlak, ki je včasih nemerljivo nizek. Dihanje je včasih pospešeno. Bolnik je videti prizadet, miruje, molči in se ne zmeni za okolico. Odgovarja kratko, včasih je tudi zmeden ali kaže druge znake motene zavesti.

## Prva pomoč
Če vzroka ne odpravimo, bo hitro nastali šok pripeljal do zastoja srca v nekaj minutah. Ker vzroka pogosto ni mogoče odpraviti izven bolnišnice, je treba takoj poklicati pomoč (112). Če je vzrok šoka očiten, ukrepamo v skladu z navodili (odstranitev alergena in dvig nog nad višino srca pri anafilaktičnem šoku...). Pridobiti je treba čim več podatkov o poteku dogodkov in bolnika opazovati ves čas do prihoda reševalcev. Pripravljeni moramo biti na morebitno oživljanje. 